# Fort Tegetthoff
Fort Tegetthoff  (bivši Fort Brioni) velika je kružna utvrdna kula koja je u središtu otoka Brijuna na brdu Teggethoff. Razgledanje utvrde nije dopušteno, zatvorena je za javnost jer su tvrđava i njezin teren i danas pod vojnom upravom. 

## Više informacija
- Pulske fortifikacije
- Nacionalna udruga za fortifikacije Pula